# 梅原良
梅原 良（うめはら りょう、1862年8月11日（文久2年7月16日） - 1915年（大正4年）6月23日）は、明治から大正初期の銀行家、政治家。衆議院議員。旧姓・小笠原。

## 経歴
姫路藩士・小笠原東陽の二男として生まれる。神奈川県師範学校を卒業し、その後、東京に出て政治学、経済学を修めた。1880年（明治13年）12月、銀行家・梅原修平の養子となり、1883年（明治16年）12月に分家した。
神奈川県会議員、相模銀行頭取、伊勢原銀行監査役、吾妻銀行取締役、同監査役などを務めた。1908年（明治41年）5月、第10回衆議院議員総選挙で神奈川県郡部から出馬して当選し、衆議院議員に1期在任した。

## 親族
- 妻 梅原ヤヱ（養父二女）[2]
- 養子 梅原経世（養父四男）[2]